# Mustique
Mustique – niewielka prywatna wyspa na Karaibach, w archipelagu Grenadyn, należącym do Małych Antyli. Wyspa jest częścią państwa Saint Vincent i Grenadyny.
Wyspa Mustique jest własnością przedsiębiorstwa Mustique Company, które zajmuje się wynajmem znajdujących się na wyspie willi oraz jest właścicielem hotelu i obiektów rekreacyjnych znajdujących się na wyspie.
Na wyspie zlokalizowany jest port lotniczy Mustique.